# ジェフ・マンシップ
ジェフリー・マイケル・マンシップ（Jeffrey Michael Manship, 1985年1月16日 - ）は、アメリカ合衆国・テキサス州サンアントニオ出身の元プロ野球選手（投手）。右投右打。

## 経歴

### プロ入り前
2003年のMLBドラフトでアリゾナ・ダイヤモンドバックスから50巡目（全体1479位）指名されたが、ノートルダム大学へ進学した。進学後の2004年2月11日に右肘の手術を行い、2005年からプレー。12試合に登板し、2勝1敗1セーブ・防御率3.97だった。

### ツインズ時代
2006年のMLBドラフトでミネソタ・ツインズから14巡目（全体426位）指名され、8月8日に契約した。この年は傘下のルーキー級ガルフ・コーストリーグ・ツインズで2試合に登板し、8月12日にA+級フォートマイヤーズ・ミラクルへ昇格。4試合に登板し、防御率2.08だった。
2007年はA級ベロイト・スナッパーズで13試合に登板。7勝1敗・防御率1.51と好投し、6月26日にA+級フォートマイヤーズへ昇格。13試合に登板し、8勝5敗・防御率3.15だった。
2008年はA+級フォートマイヤーズで13試合に登板し、7勝3敗・防御率2.86だった。6月16日にAA級ニューブリテン・ロックキャッツへ昇格。14試合に登板し、3勝6敗・防御率4.46だった。
2009年はAA級ニューブリテンで13試合に登板し、6勝4敗、防御率4.28だった。6月24日にAAA級ロチェスター・レッドウイングスへ昇格。8試合に登板し、4勝2敗・防御率3.22だった。8月12日にツインズとメジャー契約を結び、8月15日のクリーブランド・インディアンス戦でメジャーデビュー。5点ビハインドの9回表から登板し、1回を無安打無失点1四球に抑えた。その後もリリーフとして登板していたが、9月1日のシカゴ・ホワイトソックス戦から先発に復帰。5度目の先発登板で、自身シーズン最後の登板となった10月2日のカンザスシティ・ロイヤルズ戦では、5.1回を投げ8安打4失点（自責点3）だったが、10得点の援護もあり、メジャー初勝利を挙げた。この年は11試合に登板し、1勝1敗、防御率5.68だった。
2010年3月21日にAAA級ロチェスターへ配属され、開幕を迎えた。4月30日にメジャーへ昇格した。シーズン初登板となった5月1日のインディアンス戦では、先発として6回を5安打2失点と好投したが、5月4日にAAA級ロチェスターへ降格した。5月18日にリリーフとして再昇格したが、5月21日にAAA級ロチェスターへ降格した。6月19日に再昇格したが、登板した2試合いずれも失点し、6月26日にAAA級ロチェスターへ降格、7月16日に再昇格し、7月21日に再びAAA級ロチェスターへ降格、8月12日にメジャーへ昇格した。この年は13試合に登板し、2勝1敗・防御率5.28だった。
2011年2月26日にツインズと1年契約に合意し、開幕ロースター入りした。開幕後は5試合に登板したが、4月17日にAAA級ロチェスターへ降格した。その後メジャーへ昇格することはなく、この年は5試合の登板にとどまった。
2012年3月27日にAAA級ロチェスターへ配属され、開幕を迎えた。5月27日にメジャーへ昇格、昇格後は8試合に登板したが、6月27日にAAA級ロチェスターへ降格した。7月29日に再昇格し、8月15日にAAA級ロチェスターへ降格した。この年は12試合に登板し、0勝0敗・防御率7.89だった。オフの10月24日に40人枠を外れ、AAA級ロチェスターへ降格した。11月3日にFAとなった。

### ロッキーズ時代
2012年11月17日にコロラド・ロッキーズとマイナー契約を結んだ。
2013年は傘下のAAA級コロラドスプリングス・スカイソックスで24試合に登板し、6勝8敗・防御率4.85だった。8月8日にロッキーズとメジャー契約を結んだ。昇格後は11試合に登板し、0勝5敗・防御率7.04だった。オフの10月16日に40人枠を外れ、AAA級コロラドスプリングスへ降格した。10月19日にFAとなった。

### フィリーズ時代
2013年12月2日にフィラデルフィア・フィリーズとマイナー契約を結んだ。
2014年3月29日にフィリーズとメジャー契約を結び、開幕ロースター入りした。開幕後は20試合に登板したが、1勝2敗・防御率6.65と結果を残せず、7月23日にDFAとなった。7月25日に傘下のAAA級リーハイバレー・アイアンピッグスへ降格した。降格後はAAA級リーハイバレーで8試合に登板し、0勝1敗・防御率4.62だった。

### インディアンス時代
2014年12月30日にインディアンスとマイナー契約を結んだ。
2015年6月18日にメジャー契約を結び、25人ロースター入りした。メジャーでは投げるたびに好投し、最終的には32試合に投げて防御率0.92・WHIP0.76という驚異的な成績を残した。また同年、通算100試合登板に達した。
2016年はキャリアハイの53試合に登板し (全てリリーフ) 、防御率3.12・2勝1敗という成績を記録。前年ほどの成績ではなかったものの、リリーフ陣の1人として引き続き安定したピッチングを見せた。シーズン終了後、12月2日にフリーエージェントとなった。

### NCダイノス時代
2017年1月23日、韓国のNCダイノスと契約し同年は12勝を記録するも退団した。

### NCダイノス退団後
2018年2月5日に、シンシナティ・レッズとマイナー契約を結んだが、身体上の問題で2月15日に契約を解除された。

## 詳細情報
| 年 度    | 球 団    | 登 板 | 先 発 | 完 投 | 完 封 | 無 四 球 | 勝 利 | 敗 戦 | セ 丨 ブ | ホ 丨 ル ド | 勝 率 | 打 者 | 投 球 回 | 被 安 打 | 被 本 塁 打 | 与 四 球 | 敬 遠 | 与 死 球 | 奪 三 振 | 暴 投 | ボ 丨 ク | 失 点 | 自 責 点 | 防 御 率 | W H I P |
| -------- | -------- | ----- | ----- | ----- | ----- | -------- | ----- | ----- | -------- | ----------- | ----- | ----- | -------- | -------- | ----------- | -------- | ----- | -------- | -------- | ----- | -------- | ----- | -------- | -------- | ------- |
| 2009     | MIN      | 11    | 5     | 0     | 0     | 0        | 1     | 1     | 0        | 0           | .500  | 146   | 31.2     | 39       | 4           | 15       | 0     | 1        | 21       | 2     | 0        | 21    | 20       | 5.68     | 1.71    |
| 2010     | MIN      | 13    | 1     | 0     | 0     | 0        | 2     | 1     | 0        | 0           | .667  | 124   | 29.0     | 34       | 3           | 6        | 0     | 0        | 21       | 0     | 0        | 20    | 17       | 5.28     | 1.38    |
| 2011     | MIN      | 5     | 0     | 0     | 0     | 0        | 0     | 0     | 0        | 0           | ----  | 19    | 3.1      | 5        | 0           | 4        | 1     | 0        | 2        | 0     | 0        | 3     | 3        | 8.10     | 2.70    |
| 2012     | MIN      | 12    | 0     | 0     | 0     | 0        | 0     | 0     | 0        | 1           | ----  | 98    | 21.2     | 29       | 4           | 7        | 1     | 1        | 12       | 0     | 0        | 19    | 19       | 7.89     | 1.66    |
| 2013     | COL      | 11    | 4     | 0     | 0     | 0        | 0     | 5     | 0        | 0           | .000  | 139   | 30.2     | 37       | 6           | 12       | 1     | 0        | 18       | 0     | 0        | 25    | 24       | 7.04     | 1.60    |
| 2014     | PHI      | 20    | 0     | 0     | 0     | 0        | 1     | 2     | 0        | 0           | .333  | 105   | 23.0     | 24       | 1           | 14       | 5     | 0        | 16       | 0     | 0        | 17    | 17       | 6.65     | 1.65    |
| 2015     | CLE      | 32    | 0     | 0     | 0     | 0        | 1     | 0     | 0        | 3           | 1.000 | 144   | 39.1     | 20       | 1           | 10       | 0     | 1        | 33       | 0     | 0        | 4     | 4        | 0.92     | 0.76    |
| 2016     | CLE      | 53    | 0     | 0     | 0     | 0        | 2     | 1     | 0        | 6           | .667  | 189   | 43.1     | 40       | 7           | 22       | 2     | 0        | 36       | 0     | 0        | 20    | 15       | 3.12     | 1.43    |
| 2017     | NC       | 21    | 21    | 0     | 0     | 0        | 12    | 4     | 0        | 0           | .750  | 478   | 112.2    | 112      | 7           | 33       | 0     | 7        | 86       | 5     | 1        | 51    | 46       | 3.67     | 1.29    |
| MLB：8年 | MLB：8年 | 157   | 10    | 0     | 0     | 0        | 7     | 10    | 0        | 10          | .412  | 964   | 222.0    | 228      | 26          | 90       | 10    | 3        | 159      | 2     | 0        | 129   | 119      | 4.82     | 1.43    |
| KBO：1年 | KBO：1年 | 21    | 21    | 0     | 0     | 0        | 12    | 4     | 0        | 0           | .750  | 478   | 112.2    | 112      | 7           | 33       | 0     | 7        | 86       | 5     | 1        | 51    | 46       | 3.67     | 1.29    |

- 「-」は記録なし

### 背番号
- 49 (2009年 - 2012年)
- 50 (2013年)
- 52 (2014年)
- 53 (2015年 - 2016年)
- 48 (2017年)